# Floating Body Cell
Con il nome Floating Body Cell (spesso abbreviato in FBC) si indica un particolare tipo di memoria informatica sviluppato a partire dal 2006 da parte di Intel.

## Obiettivi delle FBC
Lo scopo principale dello sviluppo di questo nuovo tipo di memorie è quello di potere in futuro sostituire l'attuale tecnologia SRAM nella realizzazione delle cache delle CPU. La cache integrata nei processori viene utilizzata per conservare dati ai quali è necessario accedere frequentemente, in modo tale che questi dati possano essere resi disponibili alla CPU il più velocemente possibile, senza dover attendere i lunghi tempi di caricamento necessari a reperire i dati immagazzinati su altri dispositivi di memorizzazione come la RAM o l'hard disk. La costante evoluzione dei processi produttivi tende ad aumentare gradualmente la dimensione delle memorie cache integrate nei moderni processori, ed è quindi chiaro come una maggiore densità di memoria comporterebbe interessanti vantaggi.
Al momento, le memorie cache vengono tutte realizzate mediante la tecnologia delle SRAM che, pur essendo molto veloci e poco esigenti in termini energetici, richiedono ben 6 transistor per ogni singolo bit di informazione, a differenza per esempio delle comuni RAM che richiedono 1 solo transistor per ogni bit e sono quindi decisamente più economiche da realizzare, sebbene meno veloci e con la necessità di aggiornare ad ogni ciclo di clock il proprio stato.
L'obiettivo delle FBC è quindi quello di unire i vantaggi delle 2 tecnologie, ottenendo memorie in cui ogni bit è realizzato mediante un singolo transistor, ma in grado di mantenere lo stato dell'informazione senza richiedere l'aggiornamento e conservare le prestazioni delle comuni SRAM; si tratta quindi di un obiettivo molto ambizioso.

## Principi di funzionamento
Il principio sul quale si basano le memorie di tipo Floating Body Cell prevede la conservazione di una carica elettrica in una cella di memoria interposta tra uno strato di Silicon On Insulator (SOI) e un "gate" di un transistor. Grazie all'affinamento dei processi produttivi, Intel ha potuto realizzare, a metà 2008, un prototipo utilizzando un condensatore per ogni bit, con tensioni su ambo i lati per immagazzinare la carica, costituito da un gate metallico da 45 nm (secondo le nuove tecniche messe a punto dalla stessa Intel per questo nuovo processo produttivo, basate su isolamento ad alta costante k, il cosiddetto "high-k dielectrics" e gate metallici) e posizionando la cella di memoria tra esso e un substrato SOI a bassa tensione di appena 22 nm di spessore. L'azienda ha realizzato dispositivi con una lunghezza del gate di 30 nm, ma sono state eseguite con successo alcune simulazioni a 15 e 10 nm. 
Le memorie FBC risultano comunque al momento meno veloci rispetto alle memorie SRAM ma sono meno costose da produrre. La possibilità di utilizzare un solo transistor per ogni bit di informazione consente inoltre di poter raggiungere elevate densità di memoria permettendo in un futuro di realizzare processori con elevati quantitativi di memoria cache integrata.
Intel non ha tuttavia rivelato particolari prospettive di impiego per questo nuovo tipo di memorie, precisando che prima di poter giungere alla fase di implementazione ed integrazione in un chip è necessario dover fronteggiare una serie di problemi: attualmente infatti le più diffuse implementazioni SOI prevedono un substrato dallo spessore maggiore rispetto a quello utilizzato per la realizzazione del prototipo di Intel e per i processi produttivi attuali non è ancora possibile realizzare un unico chip con substrati di spessori differenti. A breve si attende l'arrivo della tecnologia "45nm High-k + Metal Gate Strain-Enhanced" per i transistor, che permetterà all'azienda di raggiungere migliori prestazioni ed efficienza energetica. 